# Городское водохранилище (Гусь-Хрустальный)
Городское водохранилище — водохранилище в верхнем течении реки Гусь в центре города Гусь-Хрустальный Владимирской области России. Водохранилище было образовано в конце XVIII столетия, в 20 километрах от истока реки Гусь. Общая площадь водохранилища составляет 86 гектаров, ширина до 500 метров, длина береговой линии 6,6 километра. Наполнение водохранилища происходит за счёт весеннего стока. Вид регулирования — многолетнее. Качество воды в водохранилище соответствует классу 3А (загрязненная). Основное назначение водохранилища — рекреация и любительское рыболовство. По приказу облисполкома от 1976 года водохранилищу присвоен статус ландшафтного памятника природы и памятника истории. На берегу водоёма имеется оборудованный пляж с площадками для волейбола и футбола.
Объём воды — 0,00231 км³. Высота над уровнем моря — 125,0 м.

## Основные параметры водохранилища
- Нормальный подпорный уровень — 124,5 м;
- Форсированный подпорный уровень — 126,7 м;
- Полный объём — 2,31 млн м³;
- Полезный объём — 1,95 млн м³;
- Длина — 2,8 км;
- Средняя ширина — 0,36 км;
- Максимальные ширина — 0,5 км;
- Средняя глубина — 3,5 м;
- Максимальная глубина — 6,5 м.

## Основные гидрологические характеристики
- Площадь водосборного бассейна — 62,5 км².
- Годовой объём стока 50 % обеспеченности — 2,8 млн м³.
- Паводковый сток 50 % обеспеченности — 2,43 млн м³.
- Максимальный расход воды 1 % обеспеченности — 60,3 м³/с.

## Гидрология
Долина реки Гусь в районе городского водохранилища сложена проницаемыми современными аллювиальными и флювиогляциальными песчано-глинистыми отложениями мощностью от 1 до 6 м, которые залегают непосредственно на трещиноватых и закарстованных известняках. Неглубокое залегание карбонатных пород способствовало развитию карстообразования. Территория города попадает в зону карста. Карстовые воронки часто встречаются в междуречье рек Гусь и Судогда.
Юрские глины, которые на водораздельных участках подстилают четвертичные образования, являясь надёжным водоупором, в ложе водохранилища размыты или присутствуют в виде отдельных пятен, поэтому существует прямая гидравлическая связь между поверхностными, грунтовыми и подземными водами известняков.
Во время создания водохранилища река являлась естественной дреной для известняков. Однако, по данным гидрорежимной партии ГУЦР, начиная с 1880 г. по настоящее время в результате возрастающего хозяйственного водоотбора уровни в известняках понизились. Водоудерживающая способность водохранилища обеспечивается в настоящее время заиленностью ложа.
До 1974 г. в водоносном горизонте наблюдался стационарный режим уровней воды. В связи с ростом подземного водозабора уровень подземных вод начал снижаться, что отрицательно сказывается на водном балансе водохранилища. В маловодные годы, когда уровень грунтовых вод в коренных породах существенно снижается, инфильтрация из водоёма при малом поверхностном стоке приводит к дополнительному понижению уровня воды в водохранилище и его обмелению.
По оценкам НИИ ВОДГЕО (1997 г.) фильтрационные потери составляют 25 тыс. м³ в сутки, что при отсутствии водопритока в течение 2 месяцев приводит к потерям, сопоставимым с полезной ёмкостью всего водоёма. Большие фильтрационные потери из водохранилища не могут быть полностью скомпенсированы живым током р. Гусь.
Основная проблема городского водохранилища заключается в значительных потерях на фильтрацию из него, что требует для поддержания уровней постоянных сбросов из Анопинского водохранилища, компенсирующих эти потери на фильтрацию. Таким образом, основной задачей управления водохранилищем является поддержание его уровня попусками из Анопинского пруда. Управление водохранилищем основано на использовании только весенних водных ресурсов.

## Плавающие острова
Плавающие острова представляют собой сплетения древесно-кустарниковой и травянистой растительности, состоящие из органических остатков, торфа, на которых живут растения. Они занимают небольшую часть водохранилища и в ветреную погоду постоянно перемещаются по его акватории. Городское водохранилище и плавающие острова — одна из самых популярных достопримечательностей города Гусь-Хрустальный у туристов.
«Жизнь» большинства плавающих островов коротка — появившись в весеннее половодье, они довольно быстро исчезают вследствие неминуемого размыва водой. Но «навигация» некоторых плавающих островов продолжается до самого ледостава. Такое различие в продолжительности «жизни» связано с большим различием грунтового состава основы плавающих островов. На городском водохранилище флора в основном представлена разнотравьем, однако на некоторых участках флора более богата и, в том числе, представлена крупными деревьями с более развитой корневой системой, что и препятствует разрушению островов. На многих плавающих островах водохранилища растут берёзы, осины, ольха, и папоротник.
Количество плавающих островов меняется каждый год — одни появляются, другие прирастают к берегам, третьи разрушаются. Максимальное количество замеченных одновременно плавающих островов было около 10. Появление новых плавающих островов связано с подмывом песчано-глинистой почвы под плодородным торфяным слоем, пронизанного многочисленными корнями местной флоры, а впоследствии отрыва от берега под воздействием волн и ветра.